# NGC 783
NGC 783 este o galaxie spirală situată în constelația Triunghiul. A fost descoperită în 22 septembrie 1871 de către Édouard Stephan⁠(d). Se află la o distanță de 76 de megaparseci de Pământ.